# Marián Labuda

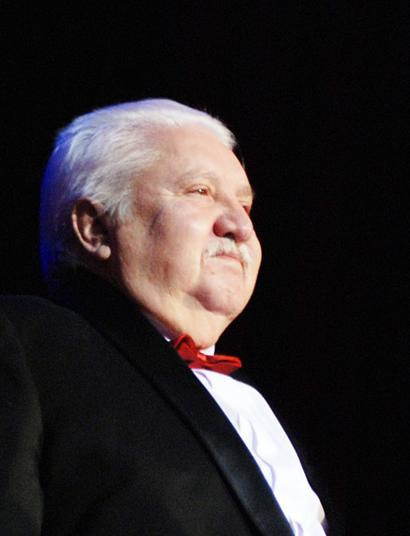
Actorul slovac Marián Labuda

Marián Labuda (n. 28 octombrie 1944, Hontianske Nemce, Banskobystrický kraj, Slovacia – d. 5 ianuarie 2018, Bratislava, Slovacia) a fost un renumit actor slovac.

## Filmografie
- Sătucul meu (1985) – Karel Pávek
- Sfârșitul vremurilor vechi (1989) – Stoklasa
- Viața și aventurile soldatului Ivan Cionkin (1994) – Opalikov
- Všichni moji blízcí (1999) – Helmut Spitzer
- În slujba regelui Angliei (2006) – Walden
- Roming (2007) – Roman